# Балгук
Балгук (нід. Baalhoek) — селище в нідерландській провінції Зеландія. Входить до муніципалітету Гюлст, селище розташоване на Шельдт-роуд і Кросспольдер Дайк на південь від Західна Шельда, на північ від Крейсполдергавен і на схід від Кросстаун. Біля морської дамби розташоване Солончакове болото Баалгука.
Поштовий індекс Балгука — 4587, поштовий індекс Клоостерзанде. Назва Балгука походить від старої пристані з поромним сполученням. Ця пристань мала назву Тен Баллен. Згодом пристань зникла в Шельді. У 2008 році селище налічувало 20 будинків і 50 мешканців.

## Канал
Селище набуло певної популярності завдяки тому, що протягом багатьох років існували плани будівництва «каналу Балгук», який мав би розширити доступ до порту Антверпена. Уже в 1967 році було проведено попереднє дослідження щодо будівництва цього каналу. Запланований канал значно скоротив би маршрут від Західної Шельди до лівого берега Шельди поблизу Антверпена. Однак цей план так і не був реалізований, частково через тривалі протести сільськогосподарських та природоохоронних організацій. Вони були проти запланованого маршруту, який пролягав через польдери з сільськогосподарськими угіддями.